# 宇喜多秀继
宇喜多秀継（うきた ひでつぐ）是安土桃山时代到江户时代的人物。宇喜多秀家次子。

## 生涯
慶長4年（1599年）作为備前岡山大名宇喜多秀家的次男出生。
慶長5年（1600年）关原之战中宇喜多氏战败后与父亲一同前往萨摩投靠岛津义弘。慶長8年（1603年）被岛津忠恒（义弘之子）引渡到德川家康处。庆长11年（1606年）与父亲和兄长一同被流放到八丈岛。明曆3年（1657年）3月6日病死。享年60岁。
秀継有三个孩子：長男：秀律（半助）、長女：マツ和次男・藤松。
之后，秀继的后代为庶流称浮田姓，在宇喜多七家中兴起了浮田半平家、浮田半六家、浮田半七家三家。根据明治维新时的赦免，宇喜多七家虽然离开了八丈岛，但后来浮田半七家回到了八丈岛，其后裔则居住在东京都八丈支厅八丈町大贺乡。另外，秀继11代后的后裔浮田秀典（半平）開放八重根港口的事迹獲稱讚傳頌，當地設有浮田半平功劳碑。

## 脚注
1. ↑  宽永15年（1638年）生，育有4子。
2. ↑  寛永17年（1640年）生，育有6子。
3. ↑  正保3年（1646年）生，育有4子。
4. ↑  .   [2018-09-04]. （原始内容存档于2022-01-20）.
5. ↑  .   [2018-09-04]. （原始内容存档于2018-09-04）.